# Milan Marković
Milan Marković, cyr. Милан Марковић (ur. 7 września 1970 w Belgradzie) – serbski polityk, prawnik i samorządowiec, deputowany, w latach 2007–2012 minister.

## Życiorys
Ukończył studia prawnicze na Uniwersytecie w Belgradzie. Na wydziale bezpieczeństwa tej uczelni specjalizował się w zakresie zwalczania terroryzmu. Uzyskał uprawnienia adwokata, podejmując praktykę prawniczą. Został też wykładowcą na macierzystym uniwersytecie.
W 1996 dołączył do Partii Demokratycznej, wchodził w skład krajowych władzy wykonawczych tego ugrupowania. W latach 2000–2004 kierował samorządem stołecznej dzielnicy Palilula. W 2001 zasiadł w Zgromadzeniu Narodowym. Mandat poselski uzyskiwał również w wyniku wyborów w 2003 i 2007. W latach 2003–2007 pełnił funkcję wiceprzewodniczącego parlamentu. W maju 2007 objął stanowisko ministra ds. administracji publicznej i samorządowej w drugim rządzie Vojislava Koštunicy. Pozostał na tej funkcji również w utworzonym w lipcu 2008 gabinecie Mirka Cvetkovicia. W marcu 2011 powierzono mu dodatkowo kwestie dotyczące praw człowieka i mniejszości. Urząd ministra sprawował do lipca 2012. W tym samym roku po raz kolejny został wybrany na deputowanego. Jeszcze w 2012 złożył jednak mandat, wystąpił również z Partii Demokratycznej.
W 2013 powołany na dyrektora rządowego biura do spraw współpracy z Międzynarodowym Trybunałem Karnym dla byłej Jugosławii.